# Parc national du mont Edgcumbe
Le parc national du mont Edgcumbe est un parc national classé de grade I en Cornouailles, en Angleterre, au Royaume-Uni.
S'étendant sur 3,58 km2, il se trouve sur la péninsule de Rame, surplombant Plymouth Sound et le fleuve Tamar.

## Description
Le parc est célèbre depuis le XVIIIe siècle, lorsque la famille Edgcumbe créa des jardins à la française, des temples, des folies et des bois autour de la maison Tudor. Des arbres spécimens, tels que le Sequoiadendron giganteum, se dressent contre des bosquets qui abritent un troupeau de daims sauvages. Le South West Coast Path (en) traverse le parc sur 14 km le long du littoral.
Le parc comprend les villages de Kingsand et Cawsand, ainsi que Mount Edgcumbe House. Les jardins à la française sont regroupés dans le parc inférieur, près de Cremyll (en). À l'origine, le parc était un jardin « sauvage » du XVIIe siècle. Le projet actuel a été aménagé par la famille Edgcumbe au XVIIIe siècle. Les jardins à la française comprennent une orangerie, un jardin italien, un jardin français, un jardin anglais et un jardin du Jubilé, inauguré en 2002 pour célébrer le jubilé d'or de la reine. Le parc et les jardins à la française sont ouverts toute l'année et l'entrée est gratuite. Le parc et les jardins sont gérés conjointement par le Conseil de Cornouailles et le Conseil municipal de Plymouth. Bien que le parc couvre une vaste superficie, son entretien formel est limité. Cela lui confère une atmosphère rurale et rustique, à l'exception des jardins à la française.

## Monuments et lieux remarquables du parc
Le parc est doté de nombreuses caractéristiques intéressantes, dont beaucoup sont classées Grade II ou Grade II* :
- Barn Pool : un bassin abrité en eau profonde, mouillage utilisé par les Vikings en 997. Au large se trouve l'épave du Catharina von Flensburg. Le 27 décembre 1831, le HMS Beagle, commandé par Robert FitzRoy, avec Charles Darwin à bord, partit d'ici pour son deuxième voyage d'exploration[3] ;
- tumulus : vers 1200 av. J.-C. Il s'agit d'un tumulus funéraire de l'âge du bronze, réutilisé comme « tumulus prospectif » au XVIIIe siècle ;
- fortin militaire : vers 1545. Il s'agit d'un petit fort construit sur le rivage sous le règne du roi Henri VIII, pour défendre l'embouchure du Tamar et la ville d'Edgcumbes de West Stonehouse en face[4] ;
- station des garde-côtes de Rame Head (en) : à l'origine une station de signalisation du Lloyd's, où la signalisation était effectuée depuis les navires de passage jusqu'à la station par des drapeaux pendant la journée et par des lumières la nuit, elle est devenue une station de radio en 1905, puis transférée aux garde-côtes vers 1925 ;
- Cremyll Ferry : vers 1204. Une importante traversée en ferry entre le Devon et les Cornouailles depuis l'époque médiévale ;
- cerfs : En 1515, Piers Edgcumbe reçoit du roi Henri VIII la permission d'emprisonner des cerfs : les cerfs d'aujourd'hui errent librement sur la péninsule de Rame ;
- mur des Cerfs ou Ha-ha : vers 1695. Un mur de pierre avec un fossé extérieur pour protéger l'amphithéâtre des cerfs[5] ;
- Earl's Drive : appelée autrefois la terrasse. Une allée reliant la maison à l'église Maker en longeant la côte en 1788, prolongée jusqu'à Penlee Point en 1823 ;
- fabrique de jardin : 1747. Ruine artificielle remplaçant un obélisque de navigation. Elle fut construite avec des pierres provenant des églises Saint-Georges et Saint-Laurent de Stonehouse[6] ;
- jardins à la française : de 1750 à 1820 environ. Jardins de styles italien, anglais et français. Les jardins néo-zélandais, américain (1989) et jubilé (2003) ont été ajoutés[7] ;
- batterie du Jardin : vers 1747 et 1863. Une plateforme de salut du XVIIIe siècle, initialement équipée de 21 canons pour accueillir les visiteurs. Reconstruite en 1863 dans le cadre des défenses navales de Plymouth , elle est dotée de casemates en granit pour sept gros canons de 68 livres[8] ;
- Harbour View Seat : XVIIIe siècle. Un siège ornemental très endommagé également connu sous le nom de White Seat, avec vue vers le nord sur le Tamar[9] ;
- Upper Deer House et Pebble Seat : XIXe siècle. Dans la plantation Grotton, les ruines d'un entrepôt de fourrage à deux étages pour les cerfs ; et les ruines de Pebble Seat du XVIIIe siècle orientées vers le sud[10],[11] ;
- glacière : datant d'environ 1800, cette glacière se trouve sous le pont menant à la maison. Elle n'est ouverte que pour des occasions spéciales[12] ;
- église Sainte-Marie et Saint-Julien : mentionnée pour la première fois en 1186, elle fut agrandie au XVe siècle. C'est l'église familiale des Edgcumbe.
- Temple de Milton - Un temple circulaire de 1755, avec une plaque inscrite avec des lignes du Paradis perdu : « au-dessus de nos têtes s'élevaient, des hauteurs insurmontables de l'ombre la plus élevée... »[13] ;
- orangerie : L'orangerie du jardin italien aurait été construite dès 1760. Le bâtiment est de nos jours un restaurant[14] ;
- batterie de Penlee (1892) : vestiges d'un fort victorien armé de trois canons durant les deux guerres mondiales. Une sculpture en granit de Greg Powlesland (1995) se trouve dans la réserve naturelle voisine ;
- siège de Picklecombe Fort (en) : un siège fabriqué à partir d'une porte et encadrant une petite niche avec une piscine à l'arrière. La pierre sculptée provient des églises Saint-Georges et Saint-Laurent de Stonehouse[15] ;
- grotte de la reine Adélaïde : grotte du XVIIIe siècle utilisée comme poste de garde, agrémentée d'un bâtiment en pierre voûté après la visite d'Adélaïde, en 1827 ;
- église de Rame : reconstruite à partir d'une église normande en 1239 et agrandie au XVe siècle ;
- Red Seat : XIXe siècle. Une maison de repos en ruine, parfois appelée le Kiosque, qui était peinte en rouge[16] ;
- étables : vers 1850. Les écuries, la laiterie, la forge, la scierie et les magasins, tous essentiels au fonctionnement du domaine. Les écuries sont ouvertes au public et abritent un café, ainsi que divers centres d'activités et ateliers d'art[17] ;
- puits de Saint-Julien : une très petite chapelle et puits sacré du XVe siècle, qui a été restaurée vers 1890[18] ;
- chapelle Saint-Michel : XIVe siècle. Une chapelle et un phare simple, avec un emplacement de balise à proximité. De l'autre côté du promontoire se trouvent les terrassements d'un fort de l'âge du fer ;
- South West Coast Path (en), un sentier côtier qui fait le tour du parc national ;
- siège de Thomson : pavillon dorique datant d'environ 1760, avec des sièges donnant sur le Plymouth Sound. Des vers des Saisons sont inscrits sur le mur[19] ;
- West Lodge and Arch : l'arche au-dessus de Earl's Drive a peut-être été construite pour marquer la création du vicomte en 1781[20] ;
- zigzags : les sentiers en zigzag, créés dans les années 1760, sont devenus célèbres au XIXe siècle sous le nom de « Les Horreurs ». Ce sont des sentiers complexes sur une falaise spectaculaire, entourés d'arbustes exotiques. Les sentiers du bas de la falaise et certains bancs de pierre ont été détruits par l'érosion.

## Écologie
Plusieurs larves d'Agrotera nemoralis (en) ont été trouvées par des membres de la branche cornouaillaise de Butterfly Conservation (en) sur un charme européen (Carpinus betulus) en août 2013. Le micro-papillon n'était auparavant connu (en Grande-Bretagne) que dans les East Blean Woods (en), dans le Kent.